# Hydrillodes reducta
Hydrillodes reducta är en fjärilsart som beskrevs av Louis Beethoven Prout. Hydrillodes reducta ingår i släktet Hydrillodes och familjen nattflyn. Inga underarter finns listade i Catalogue of Life.